# 16765 Agnesi
Agnesi (asteróide 16765) é um asteróide da cintura principal, a 2,3318428 UA. Possui uma excentricidade de 0,1113674 e um período orbital de 1 552,58 dias (4,25 anos).
Agnesi tem uma velocidade orbital média de 18,38671915 km/s e uma inclinação de 12,25387º.
Este asteróide foi descoberto em 16 de Outubro de 1996 por Paul Comba.